# ليدر بريسيادو
ليدر بريسيادو (بالإسبانية: Léider Preciado)‏ (مواليد 26 فبراير 1977) هو لاعب كرة قدم. يلعب مع منتخب كولومبيا لكرة القدم. سبق له أن لعب في كأس العالم لكرة القدم مع منتخب بلاده.

## روابط خارجية
- ليدر بريسيادو على موقع الاتحاد الدولي (مؤرشف)  (الإنجليزية)
- ليدر بريسيادو على موقع قاعدة بيانات كرة القدم.إي يو (الإنجليزية)
- ليدر بريسيادو على موقع ناشيونال فوتبول تيمز (الإنجليزية)